# Língua aruá
A língua aruá é uma língua da família linguística chamada mondé, falada pelos atuais aruás, indígena que habita o sul do estado brasileiro de Rondônia.